# NGC 2391
NGC 2391 – gwiazda o jasności około 15m znajdująca się w gwiazdozbiorze Bliźniąt. Skatalogował ją Robert Ball 10 grudnia 1866 roku.